# زندگی روز به روزه
زندگی روز به روزه (انگلیسی: Zindagi Na Milegi Dobara) فیلمی در ژانر کمدی-درام هندی محصول سال ۲۰۱۱ به کارگردانی زویا اختر است. فیلم در اسپانیا، هند، مصر و بریتانیا فیلم‌برداری شده‌است و داستان آن درباره سه دوست است که برای یک سفر جاده‌ای سه هفته‌ای یکدیگر را ملاقات می‌کنند. زندگی روز به روزه در ۱۵ جولای ۲۰۱۱ اکران شد و با موفقیت قابل توجهی در گیشه همراه بود و تحسین منتقدان را در پی‌داشت. فیلم نامزد دریافت ۷۴ جایزه شد که موفق به دریافت ۳۵ جایزه از سوی جشنواره‌های مختلف شد.

## خلاصه داستان
آرجون (هرتیک روشن)، کبیر (آبهی دئول) و عمران (فرهان اختر) که از زمان دانشکده با هم قرار گذاشته بودند به مسافرت بروند بالاخره بعد از سالها برای انجام آن به اسپانیا می‌روند. آنان با هم قرار گذاشته بودند که در این سفر هر کدام ورزشی ماجراجویانه را پیشنهاد کنند و همگی آن را انجام دهند. آرجون به شدت در کار خود غرق شده و تمام فکرش پول درآوردن است. کبیر قرار است پس از سفر ازدواج کند و تمام مشغله فکریش این است و عمران که به ظاهر شاد و سرزنده است غمی بزرگ در زندگی اش سایه افکنده. این سفر تحول بزرگی در زندگی این سه نفر ایجاد می‌کند و باعث می‌شود تا آنان بتوانند پس از این زندگی بهتری داشته باشند…

## بازیگران
- هریتک روشن؛ آرجون
- آبهای دئول؛ کبیر
- فرهان اختر؛ عمران
- کاترینا کایف؛ لیلا
- کالکی کوچلین؛ ناتاشا
- نصیرالدین شاه سلمان حبیب
- دیپیتی نوال راحیلا قریشی